# Tiamilal
Tiamilal je barbiturat koji se intravenozno administrira radi ostvarivanja kompletne anestezije u toku kratkih perioda, za indukciju opšte anestezije, i za indukciju hipnotičkog stanja.

## Spoljašnje veze
|  | Molimo Vas, obratite pažnju na važno upozorenje u vezi sa temama iz oblasti medicine (zdravlja). |